# Intelligence (saggio)
Intelligence è un saggio dello scrittore storico britannico John Keegan originariamente pubblicato nel 2003. Il libro affronta il tema dell'importanza dell'informazione militare nella gestione di situazioni di guerra, e/o delle forze armate in genere.
Il saggio dimostra come le questioni attinenti all'intelligence siano sostanzialmente immutate nel corso dei secoli sotto il profilo della rilevanza: quello che cambia è soprattutto la disponibilità di migliori mezzi e tecnologie. Sorprendentemente, Keegan è piuttosto cauto nell'affemare la pregnanza dell'informazione militare nel raggiungimento del successo sul campo: nessuno ha mai vinto soltanto perché disponeva di migliori informazioni. È però quasi ovvio che vincere in assenza di valide informazioni di intelligence è evento assai raro ed improbabile.

## Edizioni
- Intelligence. Storia dello spionaggio militare da Napoleone a Al-Qaeda, traduzione di Paolo Valpolini, Collezione Le Scie, Milano, Mondadori, 2006,  p. 393, ISBN 88-04-55872-5.